# 蛙鼠合戦
蛙鼠合戦（あそがっせん、または蛙と鼠の合戦, 古希: Βατραχομυομαχία, Batrachomyomachia, バトラコミュオマキア）は喜劇的叙事詩で『イリアス』のパロディ。古代ローマ人たちはホメロスの作としたが、プルタルコスによると（『De Herodoti Malignitate』43）、クセルクセス1世の協力者で、カリア（en:Caria）の女王アルテミシア1世（en:Artemisia I of Caria, 活躍期：紀元前480年）の兄弟（または息子）のハリカルナッソス（現ボドルム）のピグレス（en:Pigres of Halicarnassus）の作だという。『スーダ辞典』でも、やはりホメロス作と言われてきた『マルギーテース』同様に作者はピグルスだとしている。しかし、現代の研究者の何人かは、アレクサンドロス3世（アレキサンダー大王）の時代の詩人の誰かが作ったと言っている（edition by A. Ludwich (1896)）。
題名は、βάτραχος（蛙）+μῦς（鼠）+μάχη（戦争）から成るが、英語題のbatrachomyomachiaという言葉は「愚かな口論」を意味するようになった。ドイツ語題のFroschmäusekriegは、たとえばプリンストン高等研究所での数学学校と社会科学学校で起こったような論争を表すのに用いられたことがある。

## あらすじ
湖で水を飲んでいた1匹の鼠が蛙の王様に会いました。蛙の王様は鼠を城に招待しました。蛙の王様は湖を泳いで渡り、鼠はその背中に座って渡りました。2匹の前に恐ろしい水蛇が立ちはだかりました。蛙の王様は背中に鼠を乗せていることを忘れて、水の中に潜りました。鼠は溺れてしまいました。別の鼠が湖畔からそれを目撃していました。その鼠はそのことを伝えるため走って仲間のところに戻りました。鼠国は蛙の王様に復讐するため武装すると、蛙国に宣戦布告の使者を送りました。蛙国の蛙たちは王様を非難しましたが、王様は事件を否定しました。一方、ゼウスは戦争が起こりかけているのを知って、神々に双方の味方につくよう要請し、とくにアテーナーには鼠国を助けるように言いました。しかし、アテーナーはそれを断りました。鼠たちは昔アテーナーにさんざんいたずらをしでかしたからでした。結局、神々は戦争に関わるより観戦することにしようと決めました。戦争が始まり、鼠国が優勢でした。ゼウスは蛙国の完全な滅亡を防ぐため、蟹（かに）軍を召還しました。装甲した蟹たちの前に鼠軍は無力で撤退しました。そしてその1日戦争は日暮れとともに幕を閉じました。